# Alan Woerner
Alan Woerner (* 27. September 1952 in Ostheim, heute Stadtteil von Nidderau; † 25. September 2011 auf Mallorca) war ein deutscher Songschreiber und Bandleader.

## Biografie
Mit 14 Jahren schrieb er seine ersten Liebesbriefe in Form von Songs. Sein erstes selbst produziertes Album First Trial hörte sein Schulfreund und Star-Trommler Curt Cress und produzierte in München das erste offizielle Alan Woerner-Album Here come the doctors für Global-Records.
CBS A&R Andreas Kirnberger brachte Woerner mit der Berliner Szene zusammen. Daraus entstanden zwei Alben für CBS/Sony. Produziert von Udo Arndt: …bis irgendwas passiert und Eins plus Eins. Mit seiner Band Alan Woerner & the Doctors spielte er u. a. mit Rio Reiser, Ulla Meinecke, Reinhold Heil (Spliff), Cosa Rosa, Peter Weihe, Ken Taylor und Hans J. Behrend von Ideal zusammen.
Woerner schrieb immer mehr Titel für und mit Rio Reiser. Der Ton-Steine-Scherben-Titel Lass uns’n Wunder sein wurde zum Hit.
Es folgten Fernsehauftritte und Alan Woerner bestritt das Vorprogramm von Chris de Burgh und Purple Schulz auf ihren jeweiligen Deutschland-Tourneen. Mit David Bowie-Keyboarder und Co-Produzent Erdal Kizilcay entstand 1988 in der Schweiz die letzte CBS-Single Wenn dann für immer. 1985 stand Woerner zweimal unter den Neuvorstellungen der ZFD-Hitparade mit den Titeln Warten (bis irgendwas passiert) und Laß uns’n Wunder sein.
Anschließend zog er sich vorübergehend aus dem Musik-Business zurück. Seit 1999 sang Alan Woerner im Rhein-Main-Gebiet mit verschiedenen Musikerkollegen in der Coverband The Quinns.

## Wiederbelebung
2004 kehrte er zurück mit einem neuen Album, jedoch nicht mehr mit einer Major-Company, sondern mit einem neuen Label und neuen Mitarbeitern, darunter Felix Beck am Schlagzeug, der sich in Zusammenarbeit mit Gregg Bissonette einen Namen verschaffte. 109 wurde in seiner alten Heimat Frankfurt und zum Teil in seiner neuen, Hamburg, von Franz Plasa produziert.
2010 begann er mit den Arbeiten an seinem neuen Album „Das Album“, das er nicht mehr fertigstellen konnte.

## Diskografie
Alben:
- First Trial – im Eigenvertrieb
- Here come the doctors – Global/Metronome
- Die Qual der Belgier Italiener zu werden (Molto Stuhl) – EfA
- …bis irgendwas passiert – CBS/Sony
- Eins plus Eins – CBS/Sony
- 109 – 27music
- Retro – 27music (die besten Songs aus „…bis irgendwas passiert“ und „Eins plus Eins“ – remastered)

Singles:
- Here comes my baby – Global/Metronome
- Perfect girl, perfect boy – CBS/Sony
- Warten bis irgendwas passiert – CBS/Sony
- Lass uns’n Wunder sein – CBS/Sony
- Die offene See – CBS/Sony
- 27. September (Ich denk an Dich) – CBS/Sony
- Wenn dann für immer – CBS/Sony
- Verzeih mir – 27music